# Прва влада Гојка Кличковића
Прва влада Гојка Кличковића изабрана 18. маја 1996. године. То је била пета Влада Републике Српске. Занимљива је по томе што је свих 19 министара, из претходне  владе Рајка Касагића, остало на својим функцијама.

## Састав Владе
Предсједник Владе: Гојко Кличковић
За чланове Владе Републике Српске изабрани су:
- 1. Милан Нинковић, министар одбране,
- 2. Драган Кијац, министар унутрашњих послова,
- 3. Марко Арсовић, министар правосуђа и управе,
- 4. Алекса Буха, министар иностраних послова,
- 5. Новак Кондић,  министар финансија,
- 6. Недељко Лајић, министар саобраћаја и веза,
- 7. Недељко Рашула, министар образовања, науке и културе,
- 8. Спасоје Албијанић, министар трговине и снабдјевања,
- 9. Милорад Скоко, министар индустрије и енергетике,
- 10. Драган Калинић, министар здравља, рада и социјалне заштите,
- 11. Драган Божанић, министар информисања,
- 12. Војислав Радишковић, министар за питања бораца и жртава рата,
- 13. Ратко Мишановић, министар за урбанизам, стамбено-комуналне послове и грађевинарство,
- 14. Драган Давидовић, министар вјера,
- 15. Љубиша Владушић, министар за прогнана и расељена лица,
- 16. Ђојо Арсеновић, министар пољопривреде, шумарства и водопривреде,
- 17. Љубомир Зуковић, министар без портфеља,
- 18. Боривоје Сендић, министар без портфеља,
- 19. Мирослав Тохољ, министар без портфеља.